# Velika Kladuša
Velika Kladuša (serbokroatisch-kyrillisch Велика Кладуша; deutsch veraltet Groß-Kladuß) ist eine Stadt im Nordwesten von Bosnien und Herzegowina. Die Ortsmitte liegt etwa 2 km von der Grenze zu Kroatien entfernt und gehört zum Kanton Una-Sana.
Die Gemeinde Velika Kladuša umfasst 331 km² und hat etwa 45.000 Einwohner. Die Bevölkerung ist mehrheitlich bosniakisch.
Im Ort befindet sich einer der größten Märkte in Bosnien, den Besucher aus Slowenien und Kroatien nutzen, um billige Waren zu erwerben. In Velika Kladuša gibt es eine historische Burg (Stari Grad), die als Ausflugsstätte der Stadt dient.
Die Stadt ist Sitz des landwirtschaftlichen Konzerns Agrokomerc, dessen ehemaliger Direktor Fikret Abdić während des Bosnienkrieges die Autonome Provinz Westbosnien proklamierte, welche die Umgebung der Stadt umfasste. Velika Kladuša war die Hauptstadt dieses international nicht anerkannten Staatsgebildes.
Im Jahr 2018 entstand im Zuge der Flüchtlingskrise in Europa in Velika Kladuša ein Flüchtlingscamp, das Migranten als zeitweiligen Aufenthaltsort vor dem Grenzübertritt in die Europäische Union nutzen. Dort wurde der Ort zugleich Schauplatz einer Konfrontation als die bosnische Polizei Flüchtlinge an der Weiterreise innerhalb der EU hinderte.

## Söhne und Töchter der Stadt
- Fikret Abdić (* 1939), Unternehmer und Politiker, verurteilter Kriegsverbrecher
- Anel Hadžić (* 1989), Fußballspieler
- Benjamin Ožegović (* 1999), Fußballspieler

## Galerie

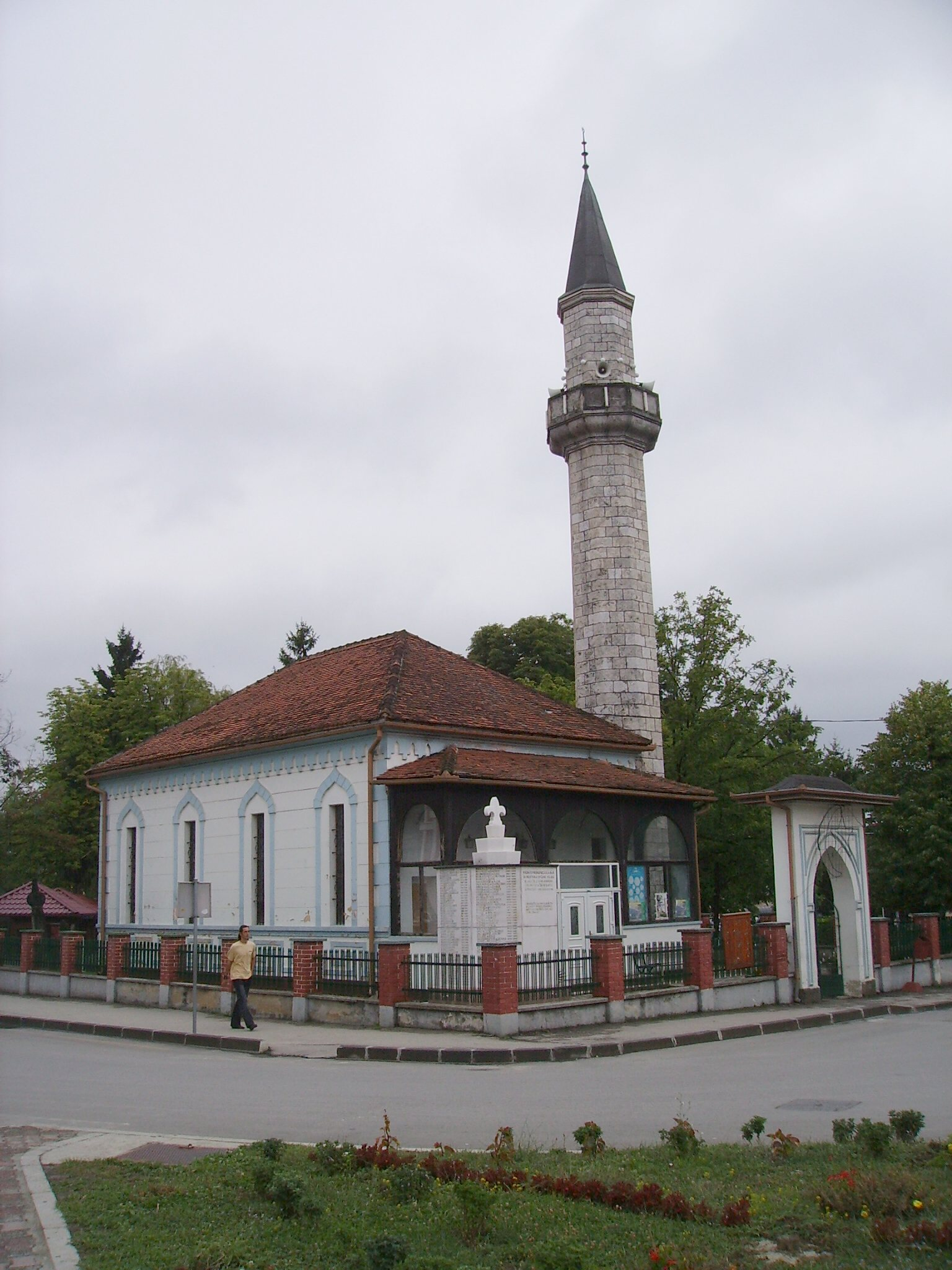
Moschee in Velika Kladuša
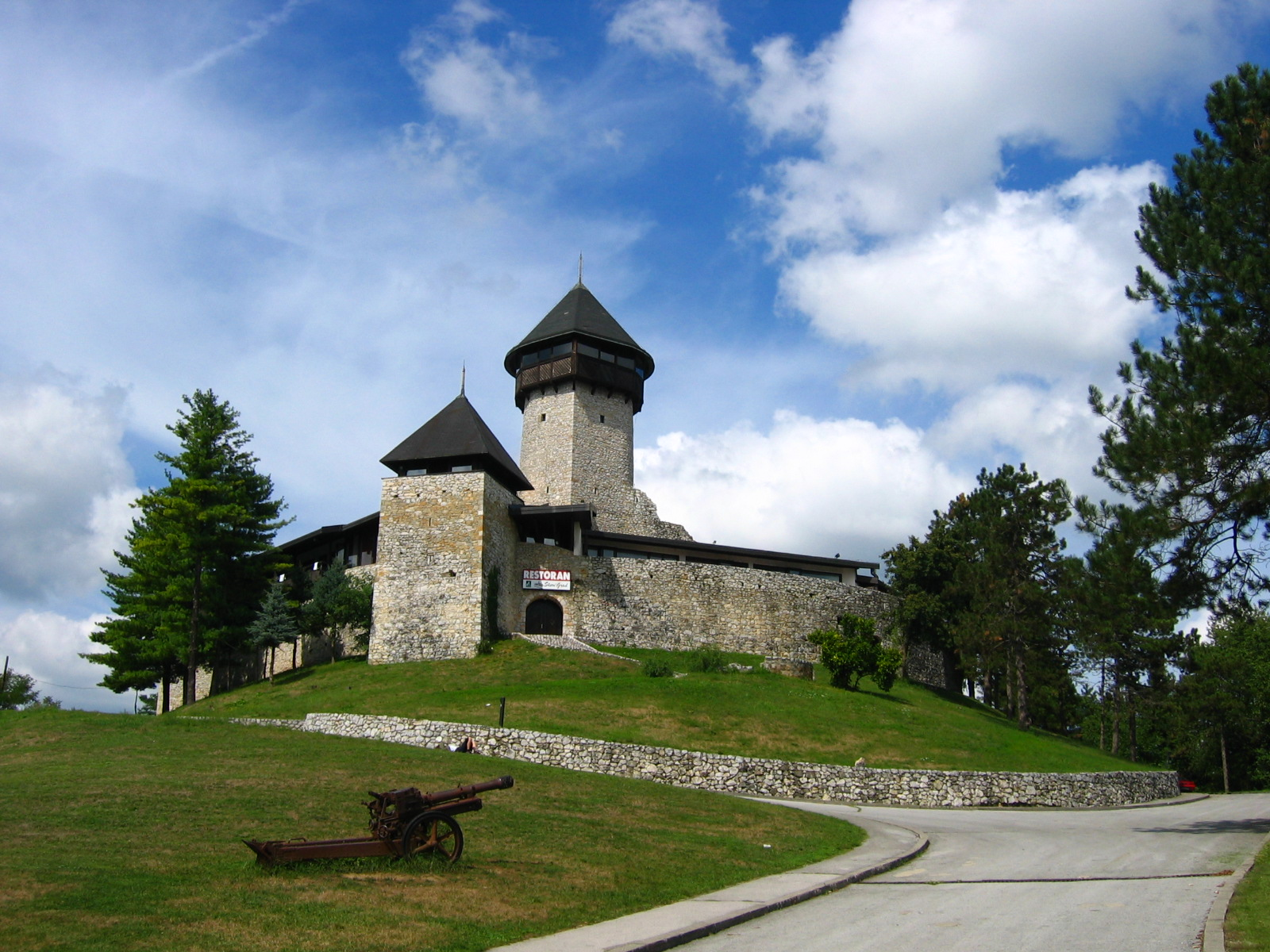
Burg von Velika Kladuša